# Saint-Méloir-des-Ondes
Saint-Méloir-des-Ondes település Franciaországban, Ille-et-Vilaine megyében. Lakosainak száma 4666 fő (2022. január 1.). Saint-Méloir-des-Ondes Saint-Coulomb, Saint-Père-Marc-en-Poulet, Saint-Malo, Cancale, La Gouesnière, Saint-Benoît-des-Ondes és Saint-Jouan-des-Guérets községekkel határos.

## Népesség
A település népessége az elmúlt években az alábbi módon változott:
| Lakosok száma | 2486 | 2322 | 2588 | 3433 | 3852 | 4014 | 4086 | 4327 | 4444 | 4666 |
|               | 1968 | 1982 | 1990 | 2006 | 2013 | 2015 | 2017 | 2019 | 2020 | 2022 |